# Censo de México de 1980
El censo de México de 1980, denominado oficialmente X Censo General de Población y Vivienda, fue el décimo censo realizado en México. Se llevó a cabo el 4 de junio de 1980 y dio como resultado una población de 66 846 833 habitantes.

## Realización
El censo se realizó el 4 de junio de 1980 y en él se recolectó la siguiente información de todos los habitantes:
- Edad
- Sexo
- Estado civil
- Alfabetismo
- Costumbre de leer y tipo de lectura
- Grado de instrucción
- Asistencia escolar
- Causas de inasistencia a la escuela primaria
- Actividad económica
- Ocupación
- Tipo de actividad
- Rama de actividad
- Ocupación principal
- Posición en el trabajo
- Ingresos
- Horas trabajadas
- Lugar de nacimiento
- Hijos nacidos vivos y sobrevivientes de 12 años y más
- Fecha de nacimiento del último hijo
- Lengua indígena
- Religión
- Frecuencia en el consumo de algunos alimentos
- Relación de parentesco con el jefe del hogar
- Disponibilidad de algunos bienes de consumo

En el censo de vivienda se recopilaron los siguientes datos:
- Tipo de vivienda
- Número de cuartos
- Número de dormitorios
- Material predominante en pisos, paredes y techos
- Disponibilidad de agua entubada, drenaje y energía eléctrica
- Tenencia
- Tipo de baño
- Uso de la cocina
- Combustible utilizado para cocinar

## Resultados
| Posición | Estado              | Población  | Variación respecto a 1970 | Variación respecto a 1970 | Variación respecto a 1970 |
| Posición | Estado              | Población  | Pobl.                     | %                         | Pos.                      |
| -------- | ------------------- | ---------- | ------------------------- | ------------------------- | ------------------------- |
| 1        | Distrito Federal    | 8 831 079  | +1 956 914                | 28.47%                    | Sin cambios               |
| 2        | México              | 7 564 335  | +3 731 150                | 97.34%                    | Sin cambios               |
| 3        | Veracruz            | 5 387 680  | +1 572 258                | 41.21%                    | Sin cambios               |
| 4        | Jalisco             | 4 371 998  | +1 075 412                | 32.62%                    | Sin cambios               |
| 5        | Puebla              | 3 347 685  | +839 459                  | 33.47%                    | Sin cambios               |
| 6        | Guanajuato          | 3 006 110  | +735 740                  | 32.41%                    | 1                         |
| 7        | Michoacán           | 2 868 824  | +544 598                  | 23.43%                    | 1                         |
| 8        | Nuevo León          | 2 513 044  | +818 355                  | 48.29%                    | 1                         |
| 9        | Oaxaca              | 2 369 076  | +353 652                  | 17.55%                    | 1                         |
| 10       | Guerrero            | 2 109 513  | +512 153                  | 32.06%                    | 1                         |
| 11       | Chiapas             | 2 084 717  | +515 664                  | 32.86%                    | 1                         |
| 12       | Chihuahua           | 2 005 477  | +392 952                  | 24.37%                    | 2                         |
| 13       | Tamaulipas          | 1 924 484  | +467 626                  | 32.10%                    | Sin cambios               |
| 14       | Sinaloa             | 1 849 879  | +583 351                  | 46.06%                    | 1                         |
| 15       | San Luis Potosí     | 1 673 893  | +391 897                  | 30.57%                    | 1                         |
| 16       | Coahuila            | 1 557 265  | +442 309                  | 39.67%                    | 1                         |
| 17       | Hidalgo             | 1 547 493  | +353 648                  | 29.62%                    | 1                         |
| 18       | Sonora              | 1 513 731  | +415 011                  | 37.77%                    | Sin cambios               |
| 19       | Durango             | 1 182 320  | +243 112                  | 25.88%                    | 1                         |
| 20       | Baja California     | 1 177 886  | +307 465                  | 35.32%                    | 1                         |
| 21       | Zacatecas           | 1 136 830  | +185 368                  | 19.48%                    | 2                         |
| 22       | Yucatán             | 1 063 733  | +305 378                  | 40.27%                    | 1                         |
| 23       | Tabasco             | 1 062 961  | +294 634                  | 38.35%                    | 1                         |
| 24       | Morelos             | 947 089    | +330 970                  | 53.72%                    | Sin cambios               |
| 25       | Querétaro           | 739 605    | +254 082                  | 52.33%                    | 1                         |
| 26       | Nayarit             | 726 120    | +182 089                  | 33.47%                    | 1                         |
| 27       | Tlaxcala            | 556 597    | +135 959                  | 32.32%                    | Sin cambios               |
| 28       | Aguascalientes      | 519 439    | +181 297                  | 53.62%                    | Sin cambios               |
| 29       | Campeche            | 420 553    | +168 997                  | 67.18%                    | Sin cambios               |
| 30       | Colima              | 346 293    | +105 140                  | 43.60%                    | Sin cambios               |
| 31       | Quintana Roo        | 225 985    | +137 835                  | 156.36%                   | 1                         |
| 32       | Baja California Sur | 215 139    | +87 120                   | 68.05%                    | 1                         |
| Total    | Total               | 66 846 833 | +18 621 595               | 38.61%                    |                           |